# أنتوني إدواردز
أنتوني إدواردز (بالإنجليزية: Anthony Edwards) (و. 1962 – م) هو ممثل تلفزيوني، وممثل أفلام، وممثل، ومنتج أفلام، من الولايات المتحدة الأمريكية، ولد في سانتا باربارا، كاليفورنيا.

## التعليم
تعلم في جامعة جنوب كاليفورنيا.

## جوائز
حصل على جوائز منها:
- جائزة إيمي داي تايم  [لغات أخرى]‏.

## وصلات خارجية
- أنتوني إدواردز على موقع IMDb (الإنجليزية)
- أنتوني إدواردز على موقع روتن توميتوز (الإنجليزية)
- أنتوني إدواردز على موقع ألو سيني (الفرنسية)
- أنتوني إدواردز على موقع ميوزك برينز (الإنجليزية)
- أنتوني إدواردز على موقع أول موفي (الإنجليزية)
- أنتوني إدواردز على موقع قاعدة بيانات برودواي على الإنترنت (الإنجليزية)
- أنتوني إدواردز على موقع قاعدة بيانات الأفلام السويدية (السويدية)
- أنتوني إدواردز على موقع إن إن دي بي (الإنجليزية)
- أنتوني إدواردز على موقع قاعدة بيانات الفيلم (الإنجليزية)
- أنتوني إدواردز على موقع كينوبويسك (الروسية)